# Qobustan Rayonu
Qobustan Rayonu är ett distrikt i Azerbajdzjan. Det ligger i den östra delen av landet, 80 km väster om huvudstaden Baku. Antalet invånare är 37 224. Arean är 1 369 kvadratkilometer.
Terrängen i Qobustan Rayonu är lite bergig.
Följande samhällen finns i Qobustan Rayonu:
- Qobustan
- Arabshalbash
- Nabur
- Teklya Mirzababa
- Xilmilli
- Şıxzahırlı
- Arabkadym
- Bədəlli
- Çuxanlı
- Qurbançı
- Tesi
- Beklya
- Karadzhyuzlyu

Omgivningarna runt Qobustan Rayonu är i huvudsak ett öppet busklandskap. Runt Qobustan Rayonu är det ganska glesbefolkat, med 31 invånare per kvadratkilometer.